# Fuerza Aérea de Mozambique
La Fuerza Aérea de Mozambique (FAM) es el componente aéreo de las Fuerzas Armadas de Mozambique, la Fuerza aérea inicialmente era parte del ejército nacional, y de 1985 a 1990 fue conocida como la Fuerza Aérea de Liberación Popular (FALP). Debido a la Historia de Mozambique, la fuerza aérea mozambiqueña ha usado algunos aviones portugueses, desde su creación en 1975, después de la guerra de Independencia de Mozambique (1964-1974) y los Acuerdos de Lusaka para la independencia de Mozambique (1974). La FAM ha contado con el apoyo de los pueblos hermanos de Cuba y la Unión Soviética, hubo una adquisición de aviones construidos en la URSS para apoyar al gobierno mozambiqueño durante la Guerra civil mozambiqueña, que tuvo lugar desde 1977 hasta el año 1992. Después del alto el fuego de ese mismo año, el cambio en las políticas gubernamentales hacia una economía de mercado occidental, significó que el apoyo cubano a la FAM se redujo. La mayoría de los aviones estaban en mal estado en las tres bases principales de Beira, Nacala y Nampula. La FAM es ahora efectivamente una fuerza simbólica, y el presupuesto de defensa se ha reducido al 1,5% por ciento del Producto interno bruto (PIB) de Mozambique. El número de efectivos alistados en la Fuerza aérea se estima en unos 4.000. En 2011, el Ejército del aire portugués, ofreció a la FAM dos avionetas Cessna FTB-337, actualizadas con la última tecnología para el uso en operaciones de entrenamiento, evacuación médica y patrulla marítima. Dicho acuerdo formaba parte de un programa permanente de cooperación técnica y militar entre las naciones de Portugal y Mozambique. En lo que respecta a la FAM, la cooperación luso-mozambiqueña, incluye también otras acciones como la formación de pilotos y técnicos aeronáuticos, la creación de centros de medicina y operaciones aéreas, y el desarrollo de capacidades de búsqueda y salvamento (SAR) y seguridad nacional. Varios cadetes y oficiales mozambiqueños asisten a la Academia de la Fuerza Aérea Portuguesa (FAP). 
En 2014, el Ministerio de Defensa brasileño reveló su intención de donar tres Embraer EMB 312 Tucano y ayudar a financiar la compra de tres Embraer EMB 314 Super Tucano. En 2016, el Gobierno brasileño canceló el acuerdo de donación.
En 2014, Mozambique News informó de lo siguiente: "La empresa rumana Aerostar ha completado la revisión y actualización de ocho cazas MiG-21 de la Fuerza Aérea de Mozambique, algunos de los cuales no habían volado operativamente durante más de 20 años. El paquete también incluía la revisión de un reactor de entrenamiento L-39 junto con seis cazas MiG-21 monoplaza y dos aviones de entrenamiento MiG-21 biplaza, así como un programa completo de formación para el personal de tierra y los pilotos. También se entregaron dos aviones de entrenamiento básico R-40S. Seis MiG-21 están ya de vuelta en Mozambique y los dos últimos aviones se enviarán desde Rumania a principios de julio".

### Inventario de aeronaves
| Nombre                        | Fotografía         | Tipo                              | Origen             | Unidades           |
| Aviones de combate            | Aviones de combate | Aviones de combate                | Aviones de combate | Aviones de combate |
| ----------------------------- | ------------------ | --------------------------------- | ------------------ | ------------------ |
| MiG-21                        |                    | Avión de caza                     | Rusia              | 8                  |
| Aviones de transporte táctico |                    |                                   |                    |                    |
| Antonov An-26                 |                    | Avión de transporte táctico       | Ucrania            | 1                  |
| Helicópteros militares        |                    |                                   |                    |                    |
| Mil Mi-17                     |                    | Helicóptero de transporte militar | Rusia              | 4                  |
| Aérospatiale Gazelle          |                    | Helicóptero utilitario            | Francia            | 2                  |
| Mil Mi-24                     |                    | Helicóptero de ataque             | Rusia              | 2                  |
| Avión de entrenamiento        |                    |                                   |                    |                    |
| Aero L-39 Albatros            |                    | Avión de entrenamiento            | República Checa    | 1                  |